# La Talaia (Gelida)
La Talaia és una casa de Gelida (Alt Penedès) protegida com a Bé Cultural d'Interès Local.

## Descripció
Petita masoveria d'aspecte humil, de planta rectangular, amb planta, pis i una petita golfa, bastant modificada d'obertures i amb coberts annexos i dues cisternes. A la façana, rellotge de sol del 1883 i les inicials "A.P.N." i diverses espitlleres als angles de l'edifici, el qual divisa -constituint una autèntica atalaia- gran part del Penedès, l'Anoia i el Baix Llobregat. Cal remarcar una curiosa comuna penjada a la part posterior de la casa.